# Christuskirche (Ampfurth)

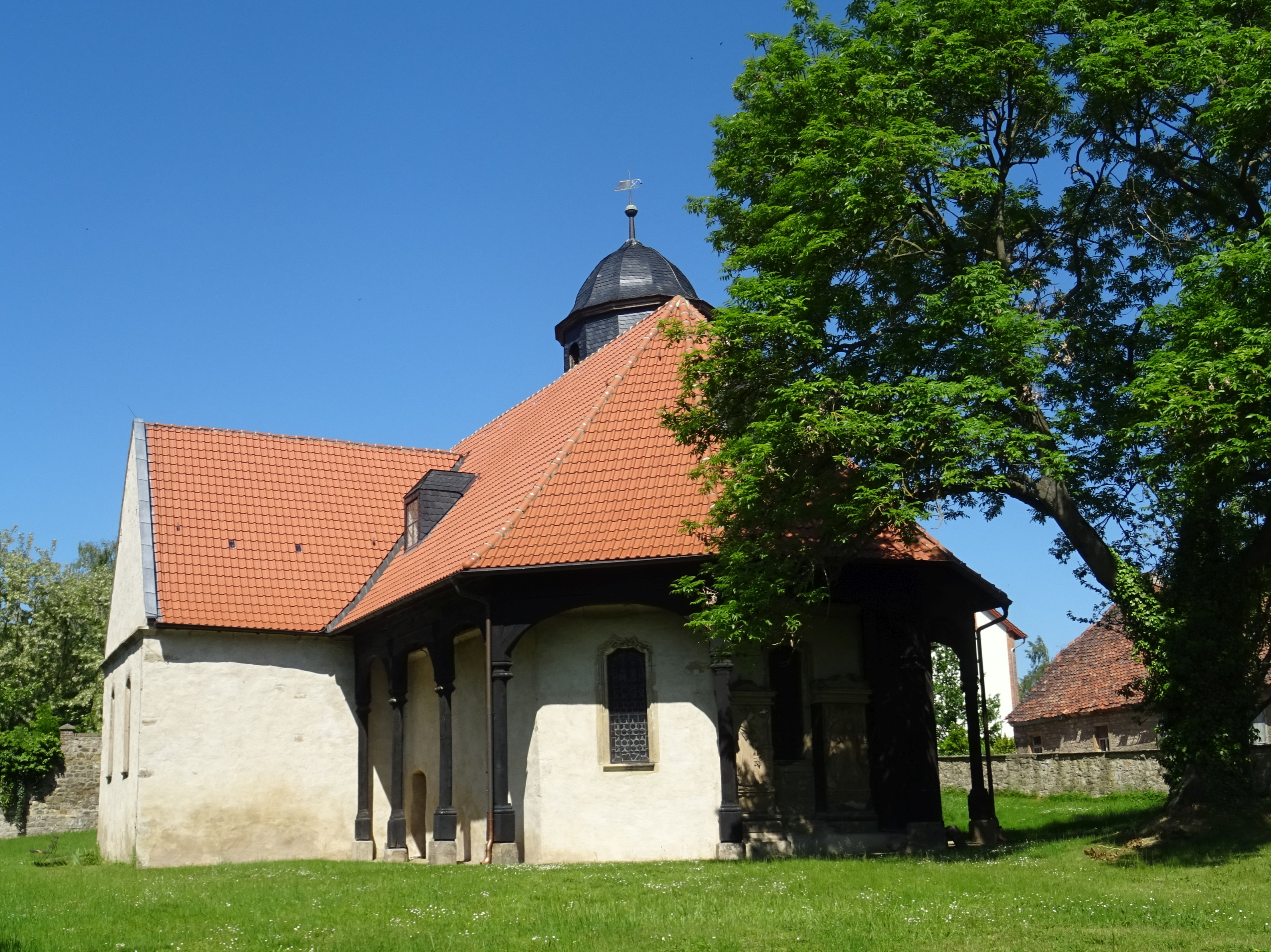
Kirche von Osten

Die Christuskirche Ampfurth ist eine evangelische Kirche im Ortsteil Ampfurth der Stadt Oschersleben im Landkreis Börde in Sachsen-Anhalt. Im örtlichen Denkmalverzeichnis ist die Kirche unter der Erfassungsnummer 094 11900 als Baudenkmal verzeichnet.
Bei der Christuskirche Ampfurth handelt es sich um ein spätgotisches Bauwerk. Das Kircheninnere wird von zahlreichen Grabmälern im Stil der Renaissance geprägt. Teile des Chores stammen vermutlich aus dem 15. Jahrhundert, das Mittelschiff etwa aus dem Jahre 1570. Ein erster Umbau der Kirche erfolgte im Jahr 1608 unter Verwendung der mittelalterlichen Reste. Auch wurde das südliche Grabgewölbe zu dieser Zeit mit angebaut. Zu den Ausstattungsstücken der Kirche gehören unter anderem ein schlichter Taufstein aus dem Jahre 1570 und die doppelte Empore sowie ein zweigeteiltes Epitaph, das u. a. aus Sandstein und mehrfarbigen Alabaster gefertigt wurde. Seit dem Jahr 2001 werden im Rahmen eines Sanierungsprogramms Restaurierungsarbeiten durchgeführt, um das Kulturdenkmal für künftige Generationen zu bewahren.

## Quelle
- Christuskirche Ampfurth, bei Sachsen-Anhalt abc.de, abgerufen am 26. Juni 2017